# 그리움과 안타까움과 듬직함을
〈그리움과 안타까움과 듬직함을〉(일본어: 恋しさと せつなさと 心強さと 이토시사토 세츠나사토 코코로즈요사토[*])는 일본의 여가수 시노하라 료코의 네 번째 싱글 앨범으로, 1994년 7월 21일에 발매되었다. (8cm CD: ESDB-3495) 오리콘 싱글 차트에 첫 진입했을 때 20위권 밖을 기록했으나, 같은해 8월에 개봉한 애니메이션 《스트리트 파이터II MOVIE》에 삽입되어 큰 인기를 끌었다. 이 곡은 오리콘이 조사한 영화, 애니메이션 타이업 곡의 CD 싱글 판매량에서 모두 1위를 기록하기도 했다.
오리콘 차트에서는 점차 순위가 올라갔으며 1994년 9월 26일과 10월 10일에 각각 1위를 차지했다. 1994년 제 36회 일본레코드대상에서 우수상을, 제 27회 일본유선대상에서 유선음악우수상을, 그리고 이듬해 제 9회 일본골드디스크대상에서는 베스트5·싱글상을 수상했다.
시노하라는 1994년 이 곡으로 제 45회 NHK 홍백가합전에 출전했다.
한편, 이 곡은 일본의 종합격투기 선수 아사히 노보루(朝日昇)의 경기 입장곡으로 사용되기도 했다.
2022년 9월 17일, 원곡을 담당한 코무로가 리얼 레인지를 실시해, 시노하라가 보컬을 신록해, 28년만에 셀프 커버를 한 〈그리움과 안타까움과 듬직함을 2023〉(일본어: 恋しさと せつなさと心強さと 2023 이토시사토 세츠나사토 코코로즈요사토 니센시산[*])이 에이벡스 트랙스에 의해 착신되었다. 2023년 9월 27일에 CD 패키지로 발매. 2024년 3월 27일에 7inch 아날로그판으로 발매.

## 수록곡
| #            | 제목                                                                | 작사·작곡     | 편곡          | 재생 시간 |
| ------------ | ------------------------------------------------------------------- | ------------- | ------------- | --------- |
| 1.           | 〈〈그리움과 안타까움과 듬직함을〉〉 (恋しさと せつなさと 心強さと) | 코무로 테츠야 | 코무로 테츠야 | 4:22      |
| 2.           | 〈〈GooD-LucK〉〉                                                   | 코무로 테츠야 | 코무로 테츠야 | 6:46      |
| 3.           | 〈〈그리움과 안타까움과 듬직함을〉〉 (오리지널 가라오케)            |               |               | 4:22      |
| 총 재생 시간 | 총 재생 시간                                                        | 총 재생 시간  | 총 재생 시간  | 15:30     |